# Flashdance
Flashdance (Flashdance - Em Ritmo de Embalo) (título no Brasil) é um filme americano de 1983, do gênero romance musical, realizado por Adrian Lyne. O filme foi produzido por Jerry Bruckheimer e Don Simpson e se tornou o terceiro filme mais assistido naquele ano. É também um dos filmes mais conhecidos da década de 1980. A produção tornou-se uma referência para artistas como Jennifer Lopez e Geri Halliwell, em que, nos clipes I'm glad e It's raining men, elas representam a protagonista da trama em cenas recriadas para os videoclipes.

## Sinopse
Alex é uma jovem de garra e talento, que não mede esforços para realizar o sonho de se tornar uma bailarina. Para isso, durante o dia, ela trabalha como operária e à noite trabalha como dançarina numa boate. No decorrer do filme, ela se envolve com seu patrão, Nick, enquanto se prepara para concorrer a uma vaga em uma escola de dança de prestígio.

## Elenco
- Jennifer Beals .... Alexandra Owens
- Michael Nouri .... Nick Hurley
- Lilia Skala .... Hanna Long
- Sunny Johnson .... Jeanie Szabo
- Kyle T. Heffner .... Richie
- Lee Ving .... Johnny C.
- Ron Karabatsos .... Jake Mawby
- Belinda Bauer .... Katie Hurley
- Malcolm Danare .... Cecil
- Philip Bruns .... Frank Szabo
- Micole Mercurio .... Rosemary Szabo
- Lucy Lee Flippin .... secretária
- Don Brockett .... Pete
- Cynthia Rhodes .... Tina Tech

## Produção
Inseguros do potencial do filme, executivos da Paramount Studios venderam 25% dos direitos a Don Simpson antes do lançamento . Foram realizados testes por todo o país para o papel de Alex Owens. Entre as finalistas encontravam-se Jennifer Beals, Demi Moore e Leslie Wing. Após o lançamento do filme, tornou-se público que algumas cenas foram filmadas pela dançarina Marine Jahan.
O pôster do filme, com Jennifer Beals usando um suéter com a gola exageradamente esticada, tornou-se uma das marcas do filme. Tal efeito, entretanto, não foi obtido propositalmente. Beals havia deixado a roupa por tempo demais na lavadora, levando-a a encolher. Para que pudesse usá-la, teve que cortar um grande pedaço na gola.

### Direitos

Atriz Jennifer Beals: capa do compacto em vinil com a música de Irene Cara, tema do filme Flashdance.

Flashdance foi inspirado na vida de Maureen Marder, uma mulher que trabalhava de dia como operária e de noite como dançarina em Toronto, e que aspirava entrar numa prestigiosa escola de dança. Pouco antes da estréia do filme, Maureen assinou um contrato no qual autorizava a Paramount Pictures retratar sua vida no filme  pelo valor de 2.300 dólares. Após verificar o uso de coreografias do filme no vídeo da canção I'm Glad, de Jennifer Lopez, Maureen resolveu processar a Sony Corporation (realizadora do vídeo) e a Paramount Pictures, uma vez que o filme havia obtido cerca de 150 milhões de dólares, dos quais Maureen não teve parte.
Em junho de 2006, a Corte de Apelação de San Francisco negou a apelação de Maureen. Os três juízes do caso concordaram que, quando da assinatura do contrato, não havia evidência de que ele estava sendo feito por meio de fraude, ainda que os valores possam ser considerados muito inferiores ao valor arrecadado nas bilheterias .

## Repercussão
Flashdance foi o primeiro sucesso de um grupo de pessoas que viriam a figurar entre as mais bem-sucedidas da indústria nos anos seguintes. O filme foi a primeira colaboração entre Don Simpson e Jerry Bruckheimer, que posteriormente viriam a produzir juntos Top Gun e Beverly Hills Cop, enquanto o diretor Adrian Lyne viria a participar de filmes como Atração Fatal, Nove e Meia Semanas de Amor, Proposta Indecente e Lolita. Lynda Obst, roteirista responsável pelo desenvolvimento do primeiro esboço do filme, viria a produzir Adventures in Babysitting, The Fisher King e Sleepless in Seattle.
No Brasil, foi transmitido pela primeira vez na televisão em 22 de agosto de 1987, às 21h40, no Supercine, logo após a novela O Outro. De lá pra cá, já foi exibido diversas vezes pela Rede Globo.

## Trilha sonora
- 1º "Flashdance... What a Feeling" (Giorgio Moroder, Keith Forsey, Irene Cara) interpretado por Irene Cara
- 2º "He's a Dream" (Shandi Sinnamon, Ronald Magness) interpretado por Shandi Sinnamon
- 3º "Love Theme from "Flashdance" (Giorgio Moroder) interpretado por Helen St. John
- 4º  Manhunt" (Doug Cotler, Richard Gilbert) interpretado por Karen Kamon
- 5º  "Lady, Lady, Lady" (Giorgio Moroder, Keith Forsey) interpretado por Joe Esposito
- 6º  "Imagination" (Michael Boddicker, Jerry Hey, Phil Ramone, Michael Sembello) interpretado por Laura Branigan
- 7º  "Romeo" (Pete Bellotte, Sylvester Levay) interpretado por Donna Summer
- 8º  "Seduce Me Tonight" (Giorgio Moroder, Keith Forsey) interpretado por Cycle V
- 9º  "I'll Be Here Where the Heart Is" (Kim Carnes, Duane Hitchings, Craig Krampf) interpretado por Kim Carnes
- 10º  "Maniac" (Michael Sembello, Dennis Matkosky) interpretado por Michael Sembello

## Recepção
No site agregador de críticas Rotten Tomatoes, 30% das 37 resenhas dos críticos são positivas.

## Prémios e nomeações
Oscar 1984 (EUA)
- Venceu na categoria de melhor canção original (Flashdance... What a Feeling).
- Indicado nas categorias de melhor fotografia, melhor edição, melhor canção original (Maniac) e melhor trilha sonora.

Globo de Ouro 1984 (EUA)
- Venceu nas categorias de melhor trilha sonora - cinema e melhor canção original - cinema (Flashdance... What a Feeling).
- Indicado nas categorias de melhor filme - comédia/musical, melhor actriz - comédia/musical (Jennifer Beals) e melhor canção original (Maniac).

BAFTA 1984 (Reino Unido)
- Venceu na categoria de melhor edição.
- Indicado na categoria de melhor trilha sonora, melhor som e melhor canção original (Flashdance... What a Feeling).

Grammy 1984 (EUA)
- Venceu na categoria de melhor banda sonora de um filme ou programa de TV.

Framboesa de Ouro 1984 (EUA)
- Indicado na categoria de pior argumento.